# Pokémon Dash
Pokémon Dash (ポケモンダッシュ?, Pokemon Dasshu) è il primo videogioco della serie Pokémon per la console Nintendo DS ed è stato messo in commercio nell'aprile del 2005.

## Modalità di gioco
Si tratta di un gioco di gare di corsa dove il giocatore "manovra" il suo Pikachu attraverso tracciati di vario genere, tutto con l'utilizzo del pennino della console. Per vincere, a differenza di altri simulatori di guida e di corse, non bisogna percorrere una pista in un numero di giri prestabilito. Per arrivare primi è necessario passare in ordine su un numero variabile di checkpoint posizionati lungo il percorso, prima che lo facciano gli altri Pokémon in gara.
Lungo le piste ci sono diversi ostacoli: acqua, alberi, deserti, erba, ghiaccio, magma, paludi e rocce. Per evitarli bisogna sfruttare delle mongolfiere che consentono di volare sul percorso e paracadutarsi con dei palloncini, cavalcare un Lapras per navigare sul mare, ottenere dei bonus per passare sopra il magma e così via.
Se si è in possesso di una cassetta di gioco Pokémon Rubino, Zaffiro, Verde Foglia, Rosso Fuoco o Smeraldo è possibile "trasferire" la propria squadra in Pokémon Dash, sotto forma di tracciato di gara.
Le gare si dividono in cinque competizioni: Coppa Verde, Coppa Bianca, Coppa Blu, Coppa Gialla, Coppa Rossa.
In modalità giocatore singolo si può giocare solo con Pikachu mentre in multigiocatore, oltre questo Pokémon, si può scegliere anche tra Meowth, Bulbasaur, Charmander, Aipom, Treecko, Munchlax, Mudkip, Jigglypuff, Wynaut, Pichu, Teddiursa, Marill, Torchic, Mightyena e Blaziken.

## Accoglienza
| Testata                           | Giudizio |
| --------------------------------- | -------- |
| GameRankings (media al 2-14-2013) | 48.91%   |
| Metacritic (media al 17-3-2021)   | 46/100   |
| Electronic Gaming Monthly         | 58/100   |
| Game Informer                     | 55/100   |
| GamePro                           | 3,5/5    |
| GameSpot                          | 5,2/10   |
| GameSpy                           | 2/5      |
| IGN                               | 5/10     |
| Nintendo Power                    | 56/100   |

Il gioco ha ricevuto recensioni generalmente negative, con un punteggio complessivo di 46/100 su Metacritic e un punteggio di 49 su GameRankings. Craig Harris di IGN ha criticato il fatto che il giocatore potesse giocare solo come Pikachu e la scarsissima longevità del gioco.  Alex Navarro di GameSpot ha affermato che Dash "è semplicemente uno degli usi più pigri della tecnologia touch screen del DS fino ad oggi". Slo Mo di GamePro ha affermato che "Dash potrebbe non fare molto colpo, ma dovrebbe essere un buon divertimento per i bambini." Electronic Gaming Monthly lo ha definito un "piccolo gioco di corse carino e divertente che ha una grande componente multiplayer, ma semplicemente non ce n'è abbastanza". Nintendo Power ha sentenziato "Controllare Pikachu con i tocchi dello stilo è in realtà abbastanza divertente, ma come gioco di corse, Dash non è completamente realizzato." Game Informer ha definito Pokémon Dash più un esercizio di gestione della rabbia che un gioco. Mentre discuteva della qualità nella media degli spin-off Pokémon, Retronauts ha citato Pokémon Dash come esempio.
Entro il 23 dicembre, Dash aveva venduto 109 000 copie.